# Sztuczny zwieracz cewki moczowej
Sztuczny zwieracz cewki moczowej (AUS) jest to implant służący zastąpieniu funkcji zwieracza cewki moczowej, wszczepiany mężczyznom w celu leczenia nietrzymania moczu.

## Fizjologia
Zwieracz cewki moczowej jest mięśniem otaczającym cewkę moczową. Jego rola polega na utrzymywaniu moczu w pęcherzu i zapobieganiu wypływania moczu. Kiedy zwieracz ulega rozkurczowi, pęcherz opróżnia się poprzez cewkę moczową.

## Opis
Sztuczny zwieracz cewki moczowej (AUS) jest jednoczęściowym wyrobem medycznym, wszczepianym mężczyznom. Składa się z pompowanego mankietu umieszczanego wokół cewki moczowej i pompki z regulatorem ciśnienia, wszczepianej do moszny. 
Zwieracz jest wypełniony roztworem sterylnej soli fizjologicznej. Zabieg wszczepiania sztucznego zwieracza cewki moczowej wykonuje się w celu leczenia nietrzymania moczu i poprawy jakości życia pacjenta zapewniając mu trzymanie moczu w trakcie codziennych aktywności. Został stworzony do leczenia ciężkiego nietrzymania moczu, zastępując niewydolny zwieracz cewki moczowej.

## Zabieg operacyjny
Procedura wszczepienia sztucznego zwieracza cewki moczowej, choć kosztowna, jest w całości refundowana przez NFZ. Metodę tę stosują nieliczne, wyspecjalizowane ośrodki urologiczne zajmujące się implantami urologicznymi, na przykład Oddział Urologii i Onkologii Urologicznej Szpitala Specjalistycznego w Puławach Oddział Urologii w Puławach jest jedynym w Polsce i drugim w Europie akredytowanym ośrodkiem implantacji sztucznych zwieraczy cewki moczowej, w którym szkolą się lekarze z całej Europy.
Zabieg operacyjny jest generalnie bezpieczny. Średni czas operacji wszczepienia implantu to 90 minut.
Ryzyko powikłań tego typu operacji to:
- uszkodzenia cewki moczowej (10%)[3] lub pęcherza,
- infekcji w miejscu implantowanego AUS (10%)[3]
- trudności w opróżnianiu pęcherza moczowego[2],
- pogorszenie stopnia nietrzymania moczu,
- uszkodzenie lub zużycie implantu (10%)[3]. W tym przypadku konieczna jest operacja i usunięcie urządzenia.

Sztuczny zwieracz cewki moczowej pozwala na poprawę trzymania moczu w 96% przypadków.
Pierwsze wieloośrodkowe badania w Europie (z udziałem 106 pacjentów) na temat skuteczności implantacji sztucznego zwieracza cewki moczowej(ZSI 375) przedstawiają 91% skuteczność w trzymaniu moczu.